# Damernas hopp i gymnastik vid olympiska sommarspelen 2000
Damernas hopp i gymnastik vid olympiska sommarspelen 2000 avgjordes den 17-24 september i Sydney SuperDome.

## Medaljörer
| Gren          | Guld                          | Silver                   | Brons                         |
| Damernas hopp | Elena Zamolodtjikova Ryssland | Andreea Răducan Rumänien | Jekaterina Lobaznjuk Ryssland |

## Resultat

### Final
| Placering | Gymnast                    | Hopp 1 | Hopp 2 | Genomsnitt |
| --------- | -------------------------- | ------ | ------ | ---------- |
|           | Elena Zamolodtjikova (RUS) | 9.712  | 9.750  | 9.731      |
|           | Andreea Răducan (ROU)      | 9.725  | 9.662  | 9.693      |
|           | Jekaterina Lobaznjuk (RUS) | 9.662  | 9.687  | 9.674      |
| 4         | Esther Moya (ESP)          | 9.762  | 9.475  | 9.618      |
| 5         | Laura Martinez (ESP)       | 9.662  | 9.562  | 9.612      |
| 6         | Simona Amânar (ROU)        | 9.625  | 9.450  | 9.537      |
| 7         | Denisse López (MEX)        | 9.087  | 8.600  | 8.843      |

Notera:  Dong Fangxiao (CHN) diskvalificerades den 28 april 2010, då det upptäcktes att hon var för ung.